# Каравела

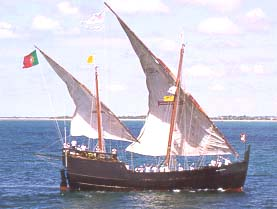
Каравела «Боа Ешперанса»

Карав́ела (порт. caravela, МФА: [kɐ.ɾɐ.ˈve.ɫɐ]; ісп. carabela, МФА: [ka.ɾa.ˈβe.la]) — малий, швидкий, легкий вітрильник XV—XVI століть. Винайдена португальцями на світанку Доби великих географічних відкриттів. Використовувалася для дослідження Атлантичного океану та західного узбережжя Африки. Оснащена двома або більше щоглами, високими бортами, надбудовами у носовій і кормовій частинах. Мала прямі і косі вітрила, які дозволяли йти по морю, використовуючи різні типу вітру. На вітрилах часто зображалися Христові хрести. Масовий тип суден у португальських та іспанських (кастильських) флотиліях, якими керували Енріке Мореплавець, Васко да Гама, Христофор Колумб, Бартоломеу Діаш та інші.

## Етимологія
Слово caravela утворене від cáravo чи cárabo, яке походить від грец. κάραβος — назви легкого судна, використовуваного в Середземномор'ї (за найпоширенішою версією, до цього грецького слова сходить і українське корабель). Згідно з версією деяких істориків, cárabo походить від араб. قارب, каріб («човен», «судно з трикутним вітрилом»). Перша згадка слова в португальських джерелах належить до 1255 року, остання датується 1766 р.; слід припускати, що значення слова мінялося протягом часу.

## Опис
Каравела походить від португальських рибальських човнів XIII століття, будованих за зразком арабських «карибів». Остаточно цей тип корабля склався в середині XV століття за Енріке Мореплавця. Каравели були спритнішими, маневренішими і легшими в керуванні порівняно з барками і балінгерами.
Каравела була зручною для плавань: завдяки своїй легкості і швидкості. Ранні каравели несли 2-3 щогли з латинськими вітрилами, пізніші були чотирищогловими. Середня довжина перших каравел, таких як «каравела тільяда» (caravela tilhada) XV століття, була 12-18 метрів, середня вантажність 50-60 тонн відношення довжини до ширини становило близько 3,5:1, що разом з вузьким еліпсоподібним планом (відмінним від округлого плану караки) робило їх дуже швидкими і маневреними, хоча і маломісткими. В експедиції Х. Колумба 1492 року карака «Санта-Марія» водотоннажністю бл. 100 тонн була флагманським кораблем, легші каравели «Пінта» і «Нінья» мали в довжину 15-20 м, у ширину по бімсу 6 м, і водотоннажність близько 60-75 тонн.

### Каравели з прямим озброєнням
Ближче до кінця XV століття в Португалії розвинувся більший варіант каравели, з форкастелем і ахтер-кастелем: не такий високий, як карака, що уможливлювало ходити круто до вітру, з прямим вітрилом на фок-щоглі і з латинськими на інших трьох. Цей різновид каравели був відомий як caravela redonda («кругла каравела»), оскільки згідно з іберійською традицією, надуте пряме вітрило називали «круглим».

## Відомі каравели
- «Нінья» — один з кораблів першої експедиції Колумба (1492)
- «Пінта» — один з кораблів першої експедиції Колумба (1492)
- «Святий Яків[es]» — найменший з кораблів експедиції Магеллана (1519)
- «Берріо[pt]» — найменший з кораблів експедиції Васко да Гами (1497)

## У геральдиці

Алкасер-ду-Сал
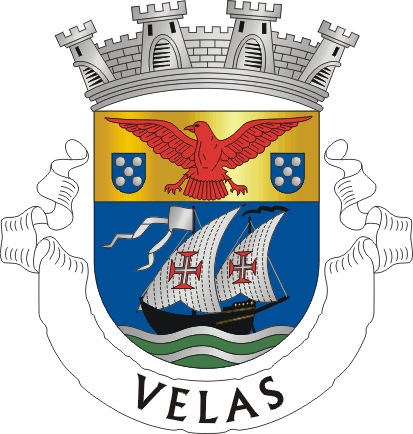
Велаш
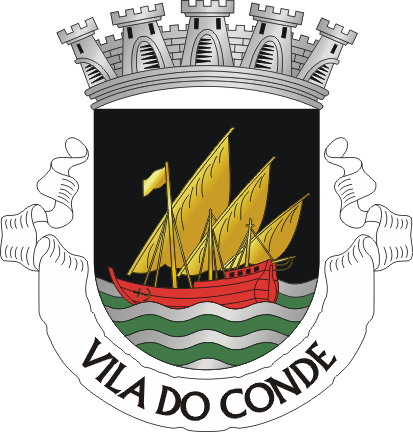
Віла-ду-Конде
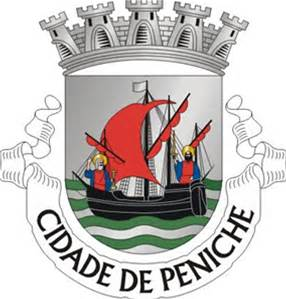
Пеніше
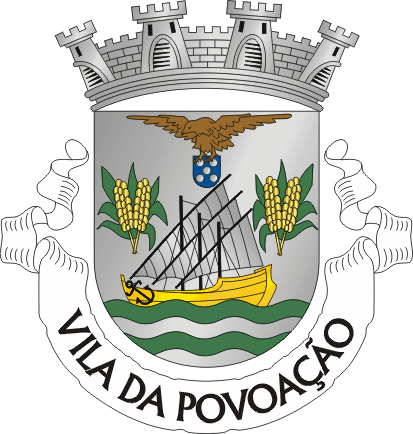
Повуасан